# Gewog di Minjay
Il gewog di Minjay è uno degli otto raggruppamenti di villaggi del distretto di Lhuntse, nella regione Orientale, in Bhutan.